# Eesti Rahvusringhääling
Eesti Rahvusringhääling, zkráceně ERR, je estonská veřejnoprávní rozhlasová a televizní společnost založená ke dni 1. června 2007, kdy převzala funkci dříve samostatného rozhlasu Eesti Raadio, zkráceně ER a televize Eesti Televisioon, zkráceně ETV, v souladu s podmínkami v zákoně o Estonském veřejnoprávním vysílání. Prvním předsedou ERR byl Margus Allikmaa, který byl také bývalým předsedou Eesti Raadio.
Zákon, který byl schválen Estonským parlamentem dne 18. ledna 2007, také stanovil Eesti Ringhäälingunõukogu, zkráceně RHN (Rada estonského vysílání), aby sloužil jako regulační orgán pro pět národních rozhlasových stanic a jedné televizní stanice ERR.
Pravidelné rozhlasové vysílání v Estonsku započalo dne 18. prosince 1926. První televizní vysílání v Estonsku se uskutečnilo dne 19. července 1955. ERR obdrželo státní dotaci na financování provozu svých pěti národních rozhlasových stanic a dvou televizních kanálů. ERR se podílí na řadě projektů v rámci Evropská vysílací unie, z níž je řádným členem, a to zejména na Eurovision Song Contest a koncertní akcích. Kromě toho si získala mezinárodní uznání na akcích pořádaných Evropskou vysílací unií.

## Kanály

### Televizní kanály

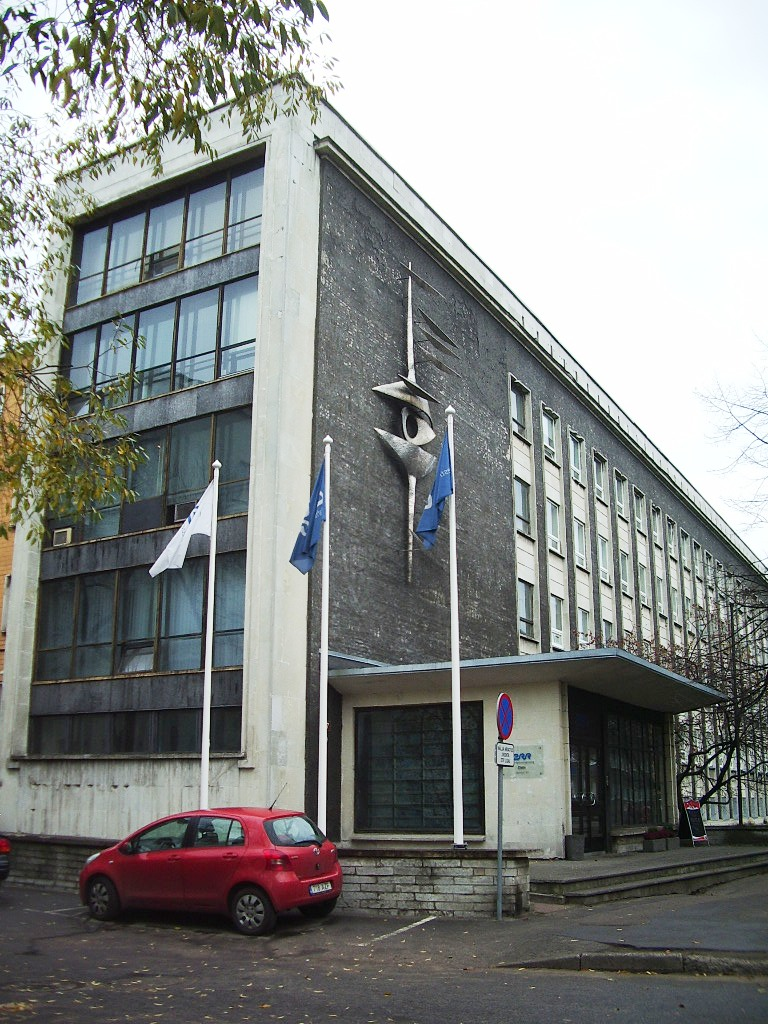
Budova ERR

ERR je malitelem 3 veřejnoprávních televizním kanálů, kterými jsou:
| Eesti Televisioon Logo | ETV  | Lze přirovnat ke kanálu ČT1 České televize. Vysílá zpravodajství, publicistiku, nejrůznější zábavní program, seriály a filmy. Vysílání probíhá v estonštině.                |
| ETV2 logo              | ETV2 | Lze přirovnat ke kanálu ČT2 České televize. Funguje jako kanál s doplňkovou tvorbou ETV (publicistika, dokumenty) a také jako kanál s dětskými pořady. Vysílá v estonštině. |
| ETV+ logo              | ETV+ | Kanál vysílající obdobnou tvorbu jako ETV (pořady, seriály, filmy, pořady pro děti, zábavný program, zpravodajství), ale vysílání probíhá v ruštině                         |

### Rozhlasové kanály
ERR je majitelem pěti veřejnoprávních rozhlasových kanálů, kterými jsou:
- Vikerraadio – původní program
- Raadio 2 – stanice specializující se na pop a undergroundu, zaměřená se především na posluchače ve věku 15–29
- Klassikaraadio – reprodukovaná i živá klasická a lidová hudba, jazz, a kulturní programy
- Raadio 4 – programy pro jazykové menšiny, zejména pro rusky mluvící komunitu v Estonsku
- Raadio Tallinn – zprávy a informace pro zahraniční posluchače, zahrnuje prvky z Vikerradio, BBC, Deutsche Welle a Radio France Internationale.